# 류현진
류현진(柳賢振, 1987년 3월 25일 ~ )은 대한민국의 야구 선수로 포지션은 투수이다. 현재 KBO 리그의 한화 이글스에서 활동하고 있다. 한국인 메이저리그 최초로 사이 영 상 3위 내에 진입했고 MLB에서 타이틀을 획득했으며 아시아인 최초로 평균자책점 타이틀을 수상했다.

## 아마추어 선수 경력
동산고 1학년 때인 2003년에 제1회 미추홀기 전국고교야구대회에 출전해 예선 3경기에서 평균자책점 0을 기록하며 동산고등학교의 준우승에 기여했다. 동산고 2학년 초인 2004년에는 팔꿈치 부상으로 토미 존 수술을 받아 1년 동안 재활에 매진했다. 3학년인 2005년에는 제 60회 청룡기 전국고교야구 선수권대회에 출전해 성남고등학교와의 8강전에서 17탈삼진 완봉승을 거뒀고, 1966년 이후 39년 만에 동산고등학교의 6번째 청룡기 우승을 이끌며 우수 투수상을 수상했다.
2006년 한국프로야구 신인 드래프트에서 당시 SK 와이번스의 연고지인 인천, 경기, 강원 지역의 Big 3는 동산고등학교 투수인 그, 인천고등학교 포수 이재원, 인천고등학교 투수 김성훈이었다. 이 중 그가 가장 뛰어났기에 당연히 인천광역시 연고 팀 SK 와이번스가 1차 지명에서 그를 선택할 것으로 예측됐으나, SK 와이번스는 이재원을 선택했다. 당시 SK 와이번스가 포수 자원을 필요로 했고 1년 뒤 SK 와이번스가 연고권을 가진 안산공고 투수 김광현을 안전하게 선택할 수 있었기 때문이었다. 또한 그가 동산고등학교 시절 토미 존 수술을 받은 전력이 있어 다른 구단에서 지명을 하지 않을 것이라 생각하고, 2차 1라운드 지명에서 전체 4순위 지명권을 가진 SK 와이번스가 그를 충분히 잡을 수 있을 것이라는 판단도 있었다. 그리하여 그는 2차 지명으로 넘어왔고 2차 지명에서 전체 1순위 지명권을 가진 구단은 롯데 자이언츠였기에 그가 롯데 자이언츠에 지명될 것으로 예상됐지만 롯데 자이언츠는 나승현을 지명했고, 전체 2순위 지명권을 가진 한화 이글스가 그를 지명했다. 이는 한화 이글스 신인 드래프트 역사상 최고의 스카우트로 여겨졌다. 그리고 SK 와이번스는 전체 4순위 지명에서 Big 3 중 남은 한 명인 김성훈을 지명했다.

## 프로 선수 경력

### 한화 이글스 1기 (2006~2012)
입단 당시 등번호는 15번이었으나 15번을 달고 오랜 기간 활동했던 투수 구대성이 미국의 뉴욕 메츠에서 2006년 3월 1일 한국으로 복귀하는 과정에서 99번으로 변경됐다.
당시 그는 별 생각 없이 99번으로 변경했으며 이 과정에서 전년도에 99번을 단 투수 조성민이 대학 시절까지의 등번호였던 1번으로 바꾸기도 했다. 이후 소속 팀의 1999년 한국시리즈 우승의 재현을 위해 99번을 고수하겠다는 뜻을 밝혔으나 재현하지 못했다. 2006년에 데뷔하자마자 다승왕 (18선발승, 역대 순수 신인 선발 최다 승), 최다 탈삼진, 평균자책점 부문 1위로 투수 3관왕에 오르며 신인왕과 최우수 선수상을 KBO 사상 최초로 동시에 석권했다. 1986년 선동열, 2005년 손민한 이 기록한 종전 역대 정규시즌 MVP 최다 선발승(17선발승)을 갱신했으나 2007년 리오스(22선발승)에 의해 깨졌으며 1985년 김일융, 1995년 이상훈의 좌완 최다 선발승(20선발승) 타이 기록에 2승이 모자라기도 했다. 신인이라고 하기엔 믿기 힘든 뛰어난 활약으로 '괴물'이라는 별명을 얻었다. 데뷔 첫 해에 한국시리즈에 등판했다. 뛰어난 활약을 바탕으로 2006년 아시안 게임 국가대표팀에 선출됐다.
2007년에는 2년 차 징크스를 우려하는 사람이 많았지만 17승을 거두고 2년 연속 최다 탈삼진 타이틀을 획득하는 등 여전히 압도적인 구위를 보였다.
2008년 베이징 올림픽 본선에 국가대표로 참가해 캐나다와의 예선전, 쿠바와의 결승전에 선발 등판했다. 캐나다전 완봉승을 포함해 17.1이닝을 던져 2승, 1점대 평균자책점, 13탈삼진의 뛰어난 성적으로 금메달 획득에 기여해 병역도 면제받았다.
2009년 WBC 대한민국 야구 국가대표팀으로 참가했다. 2009년 3월 6일 아시아 라운드 첫 경기인 대만전에 선발 등판해, 3이닝 1피안타, 3탈삼진, 무실점으로 막아내며 승리를 거뒀다. 그는 이 대회에서 주로 중간 계투로 출전해 1승, 2점대 평균자책점을 기록하며 WBC 준우승에 기여했다.
2010년 정규 리그 투수 트리플 크라운이 유력할 정도로 압도적인 시즌을 보냈지만 시즌 막판에 부상을 당하며 이탈했다. 결국 다승왕을 구원으로 1승을 추가한 김광현에게 내주며 아쉽게도 2관왕에 머물렀다(16선발승으로 김광현 양현종과 선발승 공동 1위) . 그러나 스포츠토토 올해의 투수상, 조아제약 최고 투수상, 골든글러브, 최다 탈삼진상, 최우수 평균자책점상, 한 경기 정규이닝 최다 탈삼진상 등 수많은 상을 획득했다. 2010년 광저우 아시안 게임 국가대표로도 출전했으며 대만과의 결승전에서 선발 등판해 철벽 마운드를 구축해서 금메달을 획득했다.
2011년에는 개인 KBO 통산 1000탈삼진을 달성했다. 그러나 부상으로 시즌 중 이탈하며 공백이 있었다.
2012년에는 불운한 한 해를 보냈다. 팀 타자들의 극심한 부진과 야수들의 형편없는 수비로 그를 제외한 모든 선수들은 큰 질타를 받았다. 10승을 위해 등판한 시즌 최종전에서도 홀로 10이닝을 책임지며 경기 후반에 강정호에게 맞은 솔로 홈런 이외에 별다른 실점없이 1실점으로 호투했다. 그럼에도 노 디시전으로 경기가 마무리돼 결국 그는 시즌 9승 9패로 두자리 수 승리에 실패해 데뷔 이래 처음으로 10승을 달성하지 못했다. 최하위를 전전하는 팀 사정에도 불구하고 많은 MLB 구단 스카우트들이 그의 선발 등판 경기를 보기 위해 매 경기마다 방문했다. 비록 그는 통산 100승, 시즌 10승을 달성하지 못한 채로 2012년 시즌을 마감했지만 6년 만에 200K대의 탈삼진왕이 됐고 최동원, 선동열에 이어 시즌 200탈삼진 이상을 2번 이상 달성한 선수가 됐다.
시즌 후 구단의 동의하에 포스팅 시스템으로 MLB 진출을 시도했다. 11월 9일 MLB 포스팅 시스템 기간이 종료된 결과 2573만7737달러33센트(한화 약 279억8978만원)의 포스팅 응찰액을 받았으며 최고 금액 입찰팀은 LA 다저스로 밝혀졌다. 12월 10일, LA 다저스와의 협상 끝에 계약 기간 6년 동안 총액 3600만 달러(한화 약 408억원)를 받는 조건으로 계약했고 국내 최초 KBO 리그에서 메이저리그로 직행한 선수가 됐다.

### 로스앤젤레스 다저스

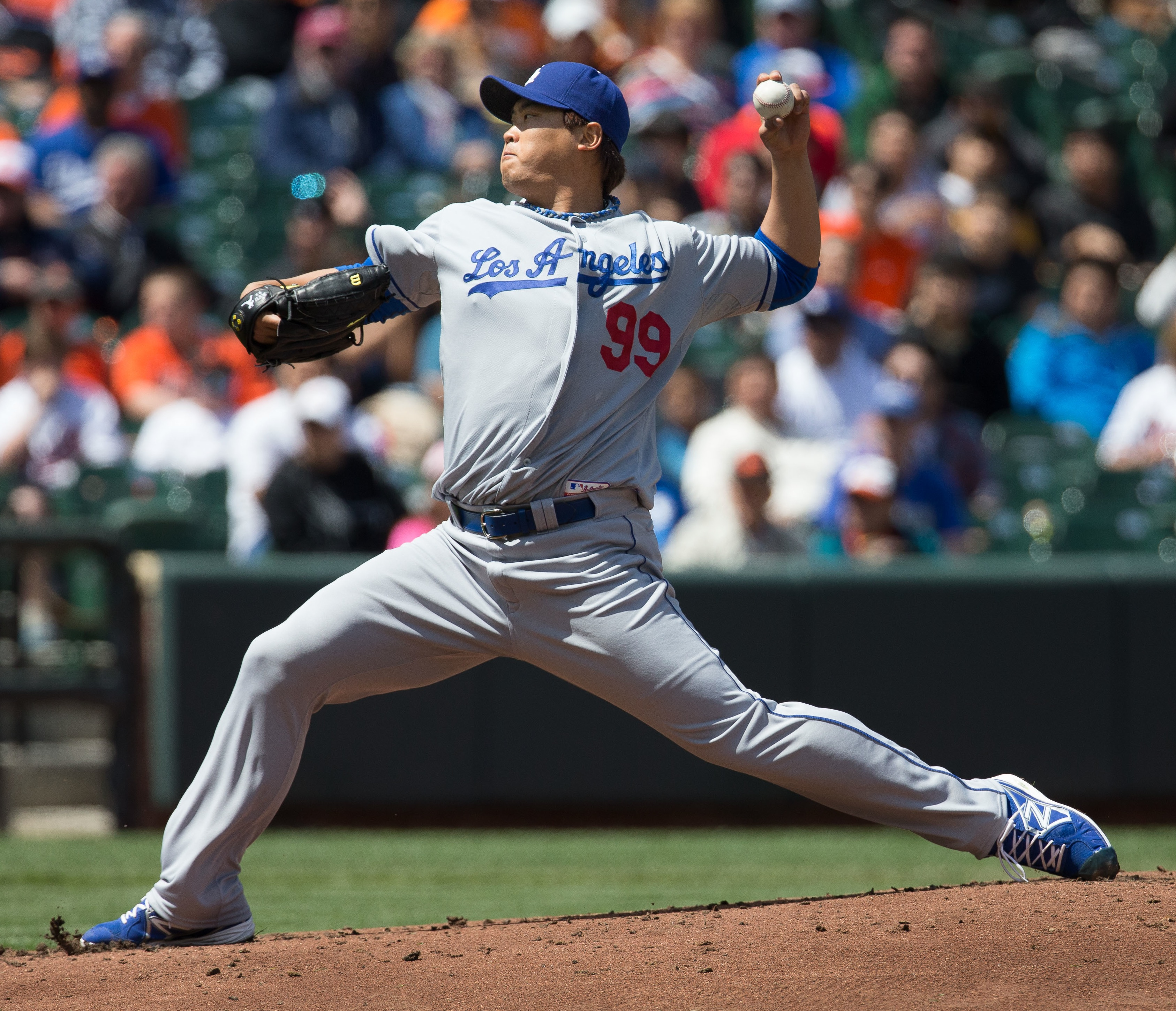
2013년 LA 다저스 시절의 류현진.

MLB 데뷔 첫 해인 2013년에 14승 8패, 평균자책점 3.00으로 좋은 성적을 기록하며 성공적인 데뷔 시즌을 보냈다. 특히 내셔널리그 챔피언 3차 결정전에서 7이닝 3피안타, 무실점으로 막아내며 한국인 최초 포스트시즌 승리 투수가 됐다.
2014년 시즌 초 어깨 부상으로 부상자 명단에 들었지만 복귀 후 투수의 무덤이라 불리는 쿠어스 필드에서 콜로라도 록키스를 상대로 승리를 거두며 승수를 쌓아갔다. 이 때부터 그, 클레이튼 커쇼, 잭 그레인키를 필두로 팀이 연승을 거두며 샌프란시스코 자이언츠에게 빼앗겼던 NL 서부 지구 1위를 되찾고 승차를 벌려갔다. 하지만 그는 8월 14일 애틀랜타 브레이브스와의 경기에서 엉덩이 부상을 당하며 이틀 후인 8월 16일에 다시 부상자 명단에 올랐다. 9월 1일 샌디에이고 파드리스와의 복귀전에서 7이닝 4피안타, 7탈삼진, 1실점으로 시즌 14승을 거뒀다. 하지만 2주 후 9월 13일 샌프란시스코전에 등판해 1이닝 5피안타, 1탈삼진, 4실점으로 MLB 데뷔 이래 최악의 투구를 했다. 이 때 3번 타자 버스터 포지와 상대하던 중 어깨 통증이 재발해 이러한 상황이 일어났는데 염증으로 끝나 부상자 명단에는 오르지 않았다. 디비전 시리즈에서 세인트루이스 카디널스를 상대로 6이닝 1실점으로 호투했지만, 팀은 1승 3패로 탈락했다.
2015년 시범 경기 도중 어깨에 통증을 느꼈고, 정밀 검진 결과 특이사항이 나오지 않았으나 통증과 구속 저하는 여전했고 부상자 명단까지 올랐다. 같은 해 5월 22일에 검사 결과, 어깨 관절와순이 파열되었다는 진단을 받았고, 결국 수술을 받으며 시즌 아웃됐다.
2016년 몇 차례의 재활 경기 등판 끝에 7월 6일 샌디에이고 파드레스를 상대로 복귀전을 치뤘으나 좋지 않은 성적으로 조기 강판되었고, 팔꿈치 통증이 확인되어 15일 부상자 명단에 올랐다가, 60일 부상자 명단으로 이동했다. 팔꿈치에 괴사 조직이 발견되어 제거 수술을 결정하고 시즌 아웃됐다.
2017년 재활 끝에 5선발로 시즌을 시작한 류현진은 몇 차례 수술의 여파로 저하된 구속을 동반하여 1승 4패 평균자책점 4.05로 4월을 시작하였고, 5월은 엉덩이 부상으로 10일 부상자 명단에 올랐다. 복귀 후, 5월 18일 마이애미 말린스를 상대로 선발 등판하여 승리를 기록했으나, 5월 25일, 선발투수 마에다 겐타를 이어 4이닝 구원 등판하여 MLB 통산 첫 세이브를 기록하였다. 이후 선발진에 복귀하여 활약하다 6월 28일 로스앤젤레스 에인절스를 상대로 타구에 왼발을 맞아 다시 부상자 명단에 올라 전반기를 마감했다. 올스타 전 이후 휴식기를 가쳐 다시 선발 등판을 계속하였고, 최종 5승 9패 1세이브, 평균자책점 3.77로 시즌을 마감했다.
2018년 4월 3승 무패, 평균자책점 2.22로 좋은 모습을 보였으나, 5월 2일 애리조나 다이아몬드백스전에서 오른쪽 다리에 이상을 느끼고 1.1이닝 만에
조기강판되었다. 이어 사타구니 염좌 진단을 받고 6월 2일에 60일 부상자 명단에 오르면서 전반기를 마감했다. 3개월 후, 샌프란시스코 자이언츠를 상대로 복귀전을 치뤘고 7승 3패, 평균자책점 1.97의 성적으로 시즌을 마감했다. 2018년 10월 25일에 보스턴 레드삭스를 상대로 한국인 최초 월드시리즈 2차전에 선발 등판했다. 시즌 종료 후, 포스팅 계약 기간 6년 만료와 후반기 활약을 바탕으로 팀으로부터 퀄리파잉 오퍼를 제안 받았으며, 계약 기간 1년, 연봉 1790만 달러로 재계약하여 2019 시즌에도 LA 다저스에서 뛸 수 있게 되었다.
2019년 커쇼를 대신해 개막전 선발을 맡았고 5월 12일 워싱턴 내셔널스와의 경기에서 8이닝 노히트 노런을 기록했다. 전반기 17경기 10승 2패, 평균자책점 1.73, 99탈삼진으로 동양인 2번째이자 한국인 최초 올스타전 선발로 뽑혔다. 올스타 전에서 1이닝 무실점을 기록했다. 후반기에는 8월 11일까지 평균자책점 1.45로 단일 시즌 평균자책점 3위에 올라갔지만 체력 저하로 8월에 최악의 피칭을 해 평균자책점이 올라갔다. 9월에는 다시 호투하며 평균자책점 2.32로 아시아 투수 최초로 평균자책점 1위를 차지해 한국인 최초 MLB 타이틀 홀더가 되었다. 9월 23일 콜로라도 로키스와 맞붙은 홈 경기에서  선발 투수 안토니오 센자텔라를 상대로 솔로 홈런을 때려내 MLB 커리어 첫 홈런을 기록했다. 11월 13일 발표된 사이 영 상 투표 결과에서도 뉴욕 메츠의 제이컵 디그롬에 이은 내셔널 리그 2위를 기록했고, 아시아인 최초로 사이 영 상 1위 표를 득표했다.

### 토론토 블루제이스
LA 다저스와 계약 만료로 FA가 된 2019년 12월 27일 토론토 블루제이스와 계약 기간 4년, 총액 8000만 달러의 계약을 체결했다.
2020년 시즌은 코로나19 범유행으로 인하여 단축된 시즌으로 진행되었고, 2년 연속 개막전 선발 투수로 시즌을 시작한 류현진은 최종 5승 2패, 평균자책점 2.69의 성적으로 시즌을 마무리했다. 클리블랜드 인디언스의 셰인 비버, 미네소타 트윈스의 마에다 겐타에 이은 아메리칸 리그 사이 영 상 3위를 기록했고 한국인 최초로 워렌 스판 상을 수상하였다.
2021년 3년 연속 개막전 선발로 시즌을 시작하였다.

### 한화 이글스 복귀 (2024~)
2024년 2월 20일 한화 이글스와의 계약에 합의했다고 발표했으며  5월 19일 대구 삼성전 5이닝 선발승으로  역대 20번째 개인통산 100선발승에 도달했다.

## 플레이 스타일
- 제구력, 구위, 운영 능력, 체력을 모두 갖춘 선발 투수로 평가받고 있다.[19] 직구 평균 구속은 145 km 정도이고 최고 구속은 2007년 8월 31일 잠실 LG전에서 기록한 154km이다.[20] 동산고등학교 시절 커브와 직구가 주 무기였지만 프로 첫 해 현대 유니콘스를 상대로 청주야구장에서 난타당한 후 구대성에게 서클 체인지업을 전수받았다. 그의 서클 체인지업은 직구를 던질 때와 같은 투구 폼에 팔 스윙도 빠르기 때문에 타자들이 현혹되기 쉬워 그의 대표 구종으로 자리잡았다. MLB에서도 그의 체인지업은 평가가 좋은데 2013년에 MLB 감독들이 선정한 부문별 앙케이트 조사에서 내셔널리그 2위에 선정됐다.[21] 2007년에는 당시 코치였던 한용덕과 함께 슬라이더 구종 개발에 힘써 130 km 초반의 슬라이더를 추가했다.[22] MLB에 진출한 이후에도 빠른 구종 습득력을 바탕으로 커쇼로부터 기존 슬라이더보다 빠른 하드슬라이더를, 조쉬 베켓으로부터 너클 커브를 배웠고[23], 유튜브를 통하여 댈러스 카이클로부터 슬라이더와 비슷하면서도 부상을 피할 수 있는 컷 패스트볼을 습득하여 자신의 주무기로 만들었다.[24] 그 결과, 부상의 여파로 과거보다 느려진 포심 패스트볼의 약점을 체인지업, 커터, 커브 등의 다양한 구종을 완벽하게 제구하여 보완함으로써 사이 영 상 3위 안에 2년 연속으로 들어가는 정상급 투수가 될 수 있었다.[25]
- 본인의 제구력과 커맨드 및 승부에 대한 멘탈도 뛰어나지만, MLB에 진출하여 타자들에 대한 분석의 필요성을 알게 된 후, 경기 전에 타자들을 분석하여 승부시 볼배합을 본인에게 유리하게 가져가는 것에 능하다.[26]
- 치명적인 수술과 긴 재활로 인한 구속의 저하가 단점이다. 2021 시즌 기준, MLB 전체 투수 중 하위 3%에 해당하는 패스트볼 평균 구속을 가지고 있다. 그러나 정확한 제구로 볼넷을 주지 않고, 다양한 구종과 볼배합을 통하여 삼진을 잘 잡아낸다.[27]

## 개인사
- 한국 프로 야구에서 MLB로 직행한[28] 첫 한국인 선수라는 특수성 때문인지 전 국민적으로 엄청난 관심을 받았다. 그래서 그가 선발 등판한 모든 경기가 MBC에서 생중계됐고 시청률도 상당히 높아서 전국적으로 굉장히 많은 인기를 얻었다. 시즌 후 한국에 귀국했을 때 수많은 CF를 찍었는데 CF 수익만 40억원에 이르렀다.[29]
- 좌완투수지만 공을 던질 때 외에 오른손잡이로 생활한다.[30] 야구선수 중에서는 보기 드문 좌투우타이다.[31] 투수뿐 아니라 타자로서의 재능도 뛰어나 동산고 시절에는 4번 타자로도 활약하였고, LA 다저스 시절에는 홈런까지 기록하였다.[32]
- 한국에서 인기가 많아 2013년 갤럽조사에서 한국인이 좋아하는 MLB 스포츠 스타 1위에 선정됐다.[33]
- 재단을 운영해 여러 곳에 기부 활동을 하고 있다. 2014년 4월에는 세월호 침몰 사고 희생자들을 위해 1억원을 기부했고, 클럽하우스 라커에 세월호 생존자 구출을 기원하는 표현물을 설치했다.

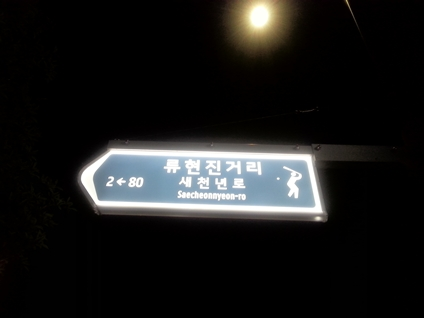
류현진거리 표지판

- 인천광역시 동구에 있는 그의 모교인 동산고등학교 주변에 2016년에 조성한 그의 이름을 딴 길이 있다. 그가 동산고 졸업생이란 점에 착안해 동산고 주변에 캐릭터 동상과 그의 친필 사인, 유니폼, 야구공 등이 전시돼 있다.
- 타자를 압도하는 피칭으로 '괴물'. '코리안 몬스터'라고 불리며 육중한 몸 때문에 '류뚱'이라고도 불린다.[34]

## 국가대표팀 경력

### 2006년 도하 아시안 게임
2006년 12월 2일 일본 전: 패전 투수(선발 투수), 2⅓이닝, 6피안타, 4볼넷, 5실점
2006년 12월 6일 중국 전: 선발 투수, 4이닝, 3피안타, 3탈삼진, 2실점

### 2007년 아시아 선수권 예선전
2007년 12월 1일 대만 전: 승리 투수(선발 투수), 5이닝, 4피안타, 4탈삼진, 2실점

### 2008년 베이징 올림픽
| 팀                                                                    | 1 | 2 | 3 | 4 | 5 | 6 | 7 | 8 | 9 | R | H | E |
| 대한민국 ◄                                                            | 0 | 0 | 1 | 0 | 0 | 0 | 0 | 0 | 0 | 1 | 3 | 0 |
| 캐나다                                                                | 0 | 0 | 0 | 0 | 0 | 0 | 0 | 0 | 0 | 0 | 5 | 1 |
| 승리 투수: 류현진 패전 투수: 마이크 존슨 홈런: 한국 – 정근우(3회 1점) |   |   |   |   |   |   |   |   |   |   |   |   |

| 팀 | 1 | 2 | 3 | 4 | 5 | 6 | 7 | 8 | 9 | R | H | E |
| 대한민국 ◄ | 2 | 0 | 0 | 0 | 0 | 0 | 1 | 0 | 0 | 3 | 4 | 0 |
| 쿠바 | 1 | 0 | 0 | 0 | 0 | 0 | 1 | 0 | 0 | 2 | 5 | 1 |
| 승리 투수: 류현진 패전 투수: 노베르토 곤잘레스 세이브: 정대현 홈런: 한국 – 이승엽(1회 2점) 쿠바 – 미카엘 엔리케스(1점), 알렉세이 벨(1점) |   |   |   |   |   |   |   |   |   |   |   |   |

### 2009년 월드 베이스볼 클래식
| 팀 | 1 | 2 | 3 | 4 | 5 | 6 | 7 | 8 | 9 | R | H  | E |
| 중화 타이베이 | 0 | 0 | 0 | 0 | 0 | 0 | 0 | 0 | 0 | 0 | 5  | 0 |
| 대한민국 | 6 | 0 | 0 | 0 | 1 | 2 | 0 | 0 | X | 9 | 10 | 0 |
| 승리 투수: 류현진 패전 투수: Lee, C 홈런: 한국 – 이진영(1회 1사, Lee, C 을 상대로 만루홈런), 정근우(6회 2사, Lin, P를 상대로 2점홈런) |   |   |   |   |   |   |   |   |   |   |    |   |

| 팀 | 1 | 2 | 3 | 4 | 5 | 6 | 7 | 8 | 9 | R | H  | E |
| 멕시코 | 0 | 2 | 0 | 0 | 0 | 0 | 0 | 0 | 0 | 2 | 9  | 1 |
| 대한민국 | 0 | 2 | 0 | 1 | 1 | 0 | 4 | 0 | X | 8 | 12 | 1 |
| 승리 투수: 정현욱 패전 투수: 올리버 페레스 홈런: 한국 – 이범호(2회 1사, 올리버 페레스를 상대로 1점 홈런), 김태균(4회 무사, 올리버 페레스를 상대로 1점 홈런), 고영민(5회 2사, 올리버 페레스를 상대로 1점 홈런 |   |   |   |   |   |   |   |   |   |   |    |   |

### 2010년 광저우 아시안 게임
11월 13일: 예선 대만 戰 6이닝, 1실점, 승리투수(광저우 아오티 구장 제1필드)
11월 19일: 결승 대만 戰 4이닝, 3실점(광저우 아오티 구장 제1필드)

## 통산 기록
| 연 도         | 소 속         | 나 이         | 승 리 | 패 전 | 승 률 | 평 자 책 | 출 장 | 선 발 | 완 투 | 완 봉 | 세 이 브 | 홀 드 | 이 닝  | 피 안 타 | 피 홈 런 | 볼 넷 | 고 4 | 탈 삼 진 | 몸 맞 | 보 크 | 폭 투 | 실 점 | 자 책 | 타 자 수 | W H I P |
| ------------- | ------------- | ------------- | ----- | ----- | ----- | -------- | ----- | ----- | ----- | ----- | -------- | ----- | ------ | -------- | -------- | ----- | ---- | -------- | ----- | ----- | ----- | ----- | ----- | -------- | ------- |
| 2006          | 한화          | 19            | 18    | 6     | .750  | 2.23     | 30    | 28    | 6     | 1     | 1        | 0     | 201.2  | 159      | 11       | 52    | 3    | 204      | 2     | 0     | 6     | 57    | 50    | 800      | 1.05    |
| 2007          | 한화          | 20            | 17    | 7     | .708  | 2.94     | 30    | 30    | 6     | 1     | 0        | 0     | 211.0  | 195      | 15       | 68    | 4    | 179      | 3     | 0     | 6     | 74    | 69    | 867      | 1.25    |
| 2008          | 한화          | 21            | 14    | 7     | .667  | 3.31     | 26    | 26    | 2     | 1     | 0        | 0     | 165.2  | 154      | 12       | 67    | 2    | 143      | 1     | 0     | 5     | 66    | 61    | 684      | 1.22    |
| 2009          | 한화          | 22            | 13    | 12    | .520  | 3.57     | 28    | 27    | 4     | 2     | 0        | 0     | 189.1  | 180      | 19       | 67    | 3    | 188      | 2     | 1     | 4     | 80    | 75    | 793      | 1.31    |
| 2010          | 한화          | 23            | 16    | 4     | .800  | 1.82     | 25    | 25    | 5     | 3     | 0        | 0     | 192.2  | 149      | 11       | 45    | 2    | 187      | 9     | 1     | 6     | 42    | 39    | 456      | 1.01    |
| 2011          | 한화          | 24            | 11    | 7     | .611  | 3.36     | 24    | 18    | 3     | 0     | 0        | 0     | 126.0  | 101      | 12       | 38    | 0    | 128      | 1     | 0     | 6     | 54    | 47    | 520      | 1.10    |
| 2012          | 한화          | 25            | 9     | 9     | .500  | 2.66     | 27    | 27    | 1     | 0     | 0        | 0     | 182.2  | 153      | 12       | 46    | 6    | 210      | 5     | 1     | 3     | 58    | 54    | 734      | 1.09    |
| 2013          | LAD           | 26            | 14    | 8     | .636  | 3.00     | 30    | 30    | 2     | 1     | 0        | 0     | 192.0  | 184      | 15       | 49    | 4    | 154      | 1     | 0     | 5     | 67    | 64    | 783      | 1.20    |
| 2014          | LAD           | 27            | 14    | 7     | .667  | 3.38     | 26    | 26    | 0     | 0     | 0        | 0     | 152.0  | 152      | 8        | 29    | 2    | 139      | 3     | 0     | 2     | 60    | 57    | 631      | 1.19    |
| 2016          | LAD           | 29            | 0     | 1     | .000  | 11.57    | 1     | 1     | 0     | 0     | 0        | 0     | 4.2    | 8        | 1        | 2     | 1    | 4        | 0     | 0     | 0     | 6     | 6     | 24       | 2.14    |
| 2017          | LAD           | 30            | 5     | 9     | .357  | 3.77     | 25    | 24    | 0     | 0     | 1        | 0     | 126.2  | 128      | 22       | 45    | 3    | 116      | 4     | 1     | 4     | 58    | 53    | 541      | 1.37    |
| 2018          | LAD           | 31            | 7     | 3     | .700  | 1.97     | 15    | 15    | 0     | 0     | 0        | 0     | 82.1   | 68       | 9        | 15    | 1    | 89       | 1     | 0     | 0     | 23    | 18    | 324      | 1.01    |
| 2019          | LAD           | 32            | 14    | 5     | .737  | 2.32     | 29    | 29    | 1     | 1     | 0        | 0     | 182.2  | 160      | 17       | 24    | 2    | 163      | 4     | 0     | 0     | 53    | 47    | 723      | 1.01    |
| 2020          | TOR           | 33            | 5     | 2     | .714  | 2.69     | 12    | 12    | 0     | 0     | 0        | 0     | 67.0   | 60       | 6        | 17    | 0    | 72       | 1     | 0     | 1     | 22    | 20    | 275      | 1.15    |
| 2021          | TOR           | 34            | 14    | 10    | .583  | 4.37     | 31    | 31    | 1     | 1     | 0        | 0     | 169.0  | 170      | 24       | 37    | 0    | 143      | 2     | 0     | 2     | 85    | 82    | 701      | 1.22    |
| 2022          | TOR           | 35            | 2     | 0     | 1.000 | 5.67     | 6     | 6     | 0     | 0     | 0        | 0     | 27.0   | 32       | 5        | 4     | 0    | 16       | 0     | 0     | 0     | 17    | 17    | 113      | 1.33    |
| KBO 통산: 7년 | KBO 통산: 7년 | KBO 통산: 7년 | 98    | 52    | .653  | 2.80     | 190   | 181   | 27    | 8     | 1        | 0     | 1269.0 | 1081     | 92       | 383   | 20   | 1238     | 23    | 3     | 36    | 431   | 395   | 5154     | 1.15    |
| MLB 통산: 9년 | MLB 통산: 9년 | MLB 통산: 9년 | 75    | 45    | .625  | 3.27     | 175   | 174   | 4     | 3     | 1        | 0     | 1003.1 | 960      | 107      | 222   | 13   | 896      | 16    | 1     | 14    | 391   | 364   | 4115     | 1.18    |

- 시즌 기록 중 굵은 글씨는 해당 시즌 최고 기록

## 수상 내역
KBO
- 탈삼진왕 : 5회 (2006년, 2007년, 2009년, 2010년, 2012년)  *역대 최다 타이(선동열 5회)
- 평균자책점왕 : 2회 (2006년, 2010년)
- 다승왕 : 1회 (2006년)
- 트리플 크라운 : 1회 (2006년)
- MVP : 1회 (2006년)
- 골든글러브 : 2회 (2006년, 2010년)
- 신인왕 (2006년)

MLB
- 평균자책점왕 : 1회 (2019년)
- 워렌 스판 상 : 1회 (2020년)

국제대회
- 올림픽 금메달 : 1회 (2008년)
- 아시안 게임 금메달 : 1회 (2010년)

## 주요 기록
KBO
- 최소경기 시즌 100탈삼진 : 12경기 (2006년)
- 최연소 시즌 100탈삼진 : 만 19세 2개월 (2006년)
- 최소경기 통산 1000탈삼진 : 153경기 (2011년)
- 최연소 통산 1000탈삼진 : 만 24세 2개월 (2011년)
- 한경기 정규이닝 최다 탈삼진 : 17개 (2010년 5월11일 청주 LG전)
- 신인 데뷔전 탈삼진 타이기록 : 10탈삼진 (2006년 4월 12일 잠실 LG전)
- 신인 시즌 최다승 타이기록 : 18승(2006년)
- 순수 신인 시즌 최다 선발승 신기록: 18선발승 (2006년)
- 최연소 시즌 200이닝・최연소 시즌 200탈삼진 : 만19세 (2006년)
- 한국 프로 야구 최초 신인왕과 MVP 동시 수상 (2006년)
- 29경기 연속 퀄리티스타트 비공식 세계신기록 달성 (2009년 8월19일~2010년 8월17일)

MLB
- 한국인 최초 타이틀 획득: 평균자책점 (2019년)
- 다저스 역대 신인 최다 퀄리티 스타트: 22회 (2013년)
- 한국인 최초 메이저리그 포스트시즌 승리 투수 (2013년)
- 한국인 최초 메이저리그 올스타전 선발 투수 (2019년)
- 아시아인 최초 사이 영 상 1위 표 득표 (2019년)
- 아시아인 최초 워렌 스판 상 수상 (2020년)

## 역대 등번호
KBO
- 15: 2006년(한화 이글스)
- 99: 2006년~2012년/2024년~ (한화 이글스)

MLB
- 99: 2013년~2019년(LA 다저스), 2020년~2023년(토론토 블루제이스)

## 출신 학교
- 인천창영초등학교
- 동산중학교
- 동산고등학교
- 대전대학교

## 연봉
- 2006년 2,000만원 / 계약금 2억 5,000만원[37]
- 2007년 1억원(2년 차 최고 연봉 기록, 역대 최고 인상률 400%)[38]
- 2008년 1억 8,000만원(3년 차 최고 연봉 기록)[39]
- 2009년 2억 4,000만원(4년 차 최고 연봉 기록)[40]
- 2010년 2억 7,000만원(5년 차 최고 연봉 기록)[41]
- 2011년 4억원(6년 차 최고 연봉 기록)[42]
- 2012년 4억 3천만원(7년 차 최고 연봉 기록)[43]
- 2013년 보장 250만 달러, 옵션포함 350만 달러
- 2014년 보장 350만 달러, 옵션포함 450만 달러
- 2015년 보장 400만 달러, 옵션포함 500만 달러
- 2016년~2018년 보장 700만 달러, 옵션포함 800만 달러[44]
- 2019년 퀄리파잉 오퍼 1790만 달러[45]
- 2020년~2023년 FA 4년 8000만 달러[46]

## 미디어 출연 경력

### 방송
- 《롤링스타즈》(KBS) - 시청자 퀴즈(2009년)
- 《인사이드 스포츠》 〈스타초대석〉(2006년 11월 6일, KBS N Sports)
- 《해피쿡》(2008년 10월 28일, 11월 4일, CMB) - 김태균과 함께 출연
- 《이만기의 샅바 인터뷰》(2008년 12월 20일, KBS N Sports)
- 《스타 골든벨》(2009년 11월 7일, KBS 예능본부 제작) - 김주찬, 황재균, 김현수와 함께 출연
- 《2009 야생야사》(2009년 11월 7일, KBS N Sports)
- 《우리는 전설이다》(2010년 10월 21일, SBS SPORTS)
- 《야구 읽어주는 남자》(2010년 10월 25일, MBC) - 박정권, 임태훈과 함께 출연
- 《2010 야생야사》(2010년 12월 25일, KBS N Sports)
- 《스포츠 타임》 〈스타 집중 인터뷰〉(2011년 1월 6일, KBS
- 《런닝맨》 〈초능력 야구〉(2012년 11월 11일, SBS 예능본부 제작) - 추신수와 함께 출연
- 《무릎팍 도사》(2012년 12월 27일, MBC 예능본부 제작)
- 《런닝맨》(2013년 11월 24일, SBS 예능본부 제작) - 수지, 이병규, 김현수, 신경현과 함께 출연
- 《런닝맨》(2014년 12월 28일, SBS 예능본부 제작) - 강정호와 함께 출연
- 《슈퍼맨이 돌아왔다》(2015년 1월 11일, KBS 예능본부 제작)
- 《런닝맨》(2020년 12월 20일, SBS 예능본부 제작) - 게스트(김광현과 동반 출연)
- 《집사부일체》(2020년 12월 27일, 2021년 1월 3일, SBS 예능본부 제작)
- 《미운 우리 새끼》(2021년 12월 12일, 2021년 12월 19일, SBS 예능본부 제작)- 스폐셜 MC
- 《편먹고 공치리시즌2》(2021년 12월 18일,2021년 12월 25일 SBS 예능본부 제작)
- 《최강야구》(2024년 1월 8일, JTBC)
- 《살림하는 남자들2》 (2024년 11월 ~)

### CF
- 지식경제부(현 산업통상자원부) 그린스포츠(2010년)
- 팔도 왕뚜껑(2010년)
- 넷마블(2013년)
- LG유플러스 유플러스 LTE(2013년)
- 오뚜기 진라면(2013년)
- NH농협은행(2013년)
- BBQ(2013년)
- 시원스쿨(2014년)

### 음반
- SMILE AGAIN(2013년) - 트러블 메이커, G.NA

## 가족 관계
- 아버지: 류재천(1956년~)
- 어머니: 박승순(1959년~)
- 배우자: 배지현(1987년 1월 22일~)
  - 딸(2020년 5월 17일~)
  - 아들(2022년 9월 29일~)
- 형: 류현수

## 같이 보기
- 대한민국 출신 메이저 리그 베이스볼 선수 목록